# Joseph Schwarz (barítono)
Joseph M. Schwarz (Riga, 10 de octubre de 1880-Berlín, 10 de noviembre de 1926) fue un barítono alemán nacido en Rusia. Siguió una carrera interpretativa en contra de los deseos de sus padres, huyendo de su casa cuando era adolescente para unirse a una banda de juglares ambulantes. Posteriormente se formó en el Conservatorio de Viena y tuvo una activa carrera internacional como intérprete de óperas y conciertos durante el primer cuarto del siglo XX.
Después de debutar profesionalmente en la ópera como Amonasro en Aida de Verdi en el Teatro Estatal de Linz en 1900, Schwarz trabajó como artista residente primero en el Rigaer Stadttheater y luego en la Ópera de Graz y el Teatro Mariinski. En 1906 regresó a Viena para unirse a la lista de artistas de la Volksoper de Viena antes de ser comprometido con la Ópera Estatal de Viena de 1909 a 1915. De 1915 a 1921 fue artista principal de la Ópera Estatal de Berlín y de 1921 a 1925 cantó con la Asociación de Ópera de Chicago y su predecesora, la Ópera Cívica de Chicago. También apareció como artista invitado en varios teatros de ópera, incluida la Ópera de París, la Ópera de San Francisco y la Royal Opera House de Londres.
El alcoholismo afectó la voz de Schwarz durante la última parte de su carrera y murió en Berlín en 1926. Su voz se conserva en varias grabaciones realizadas durante las dos primeras décadas del siglo XX para diversos sellos discográficos, incluidos Zonophone, Pathé Records y Deutsche Grammophon. No debe confundirse con el bajo Joseph E. Schwarz, que hizo carrera en la Ópera Estatal de Praga.

## Primeros años y educación

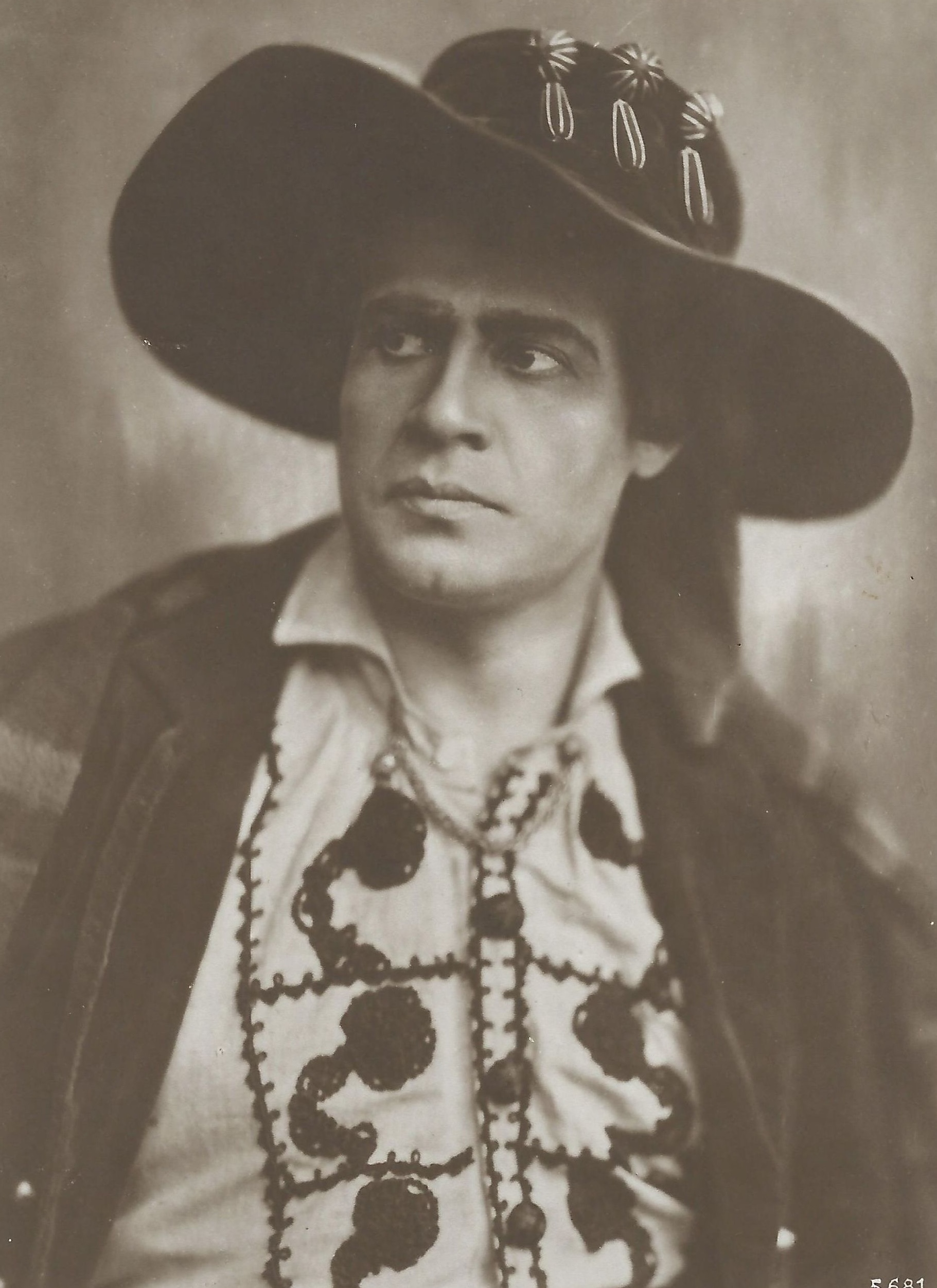
Joseph Schwarz como Sebastiano en Tiefland de Eugen d'Albert (c. 1916).

Joseph M. Schwarz nació en Riga el 10 de octubre de 1880 en lo que entonces formaba parte del Imperio ruso y hoy es Letonia. Sus primeros estudios y actuaciones musicales los realizó como pianista en Riga. Creció en la pobreza y tuvo nueve hermanos. Como parte de una familia judía, asistió a los servicios en la Gran Sinagoga Coral de Riga en la calle Gogol, donde el canto del cantor Baruch Leib Rosowsky tuvo un profundo impacto en su decisión de seguir una carrera como vocalista. Se unió al coro de esa sinagoga y recibió su instrucción vocal inicial en ese conjunto.
El padre de Schwarz era sastre y sus padres querían que Joseph también ejerciera esta profesión. Descontento con la vida planeada para él por su familia, se escapó de casa y se unió a una banda de juglares ambulantes con los que recorrió las provincias bálticas. Aún siendo un adolescente, pudo seguir una educación formal como cantante gracias a la ayuda de un rico noble ruso. Estudió canto en Berlín con el barítono Alexander Heinemann (1873-1919) antes de ingresar en el Conservatorio de Viena. Mientras estudiaba en Viena, actuó con la soprano Olga von Türk-Rohn en el primer concierto profesional con música compuesta por Robert Winterberg en la Ehrbar Saal (inglés: Ehrbar Hall) dentro del Palais Ehrbar.

## Años posteriores y carrera como cantante

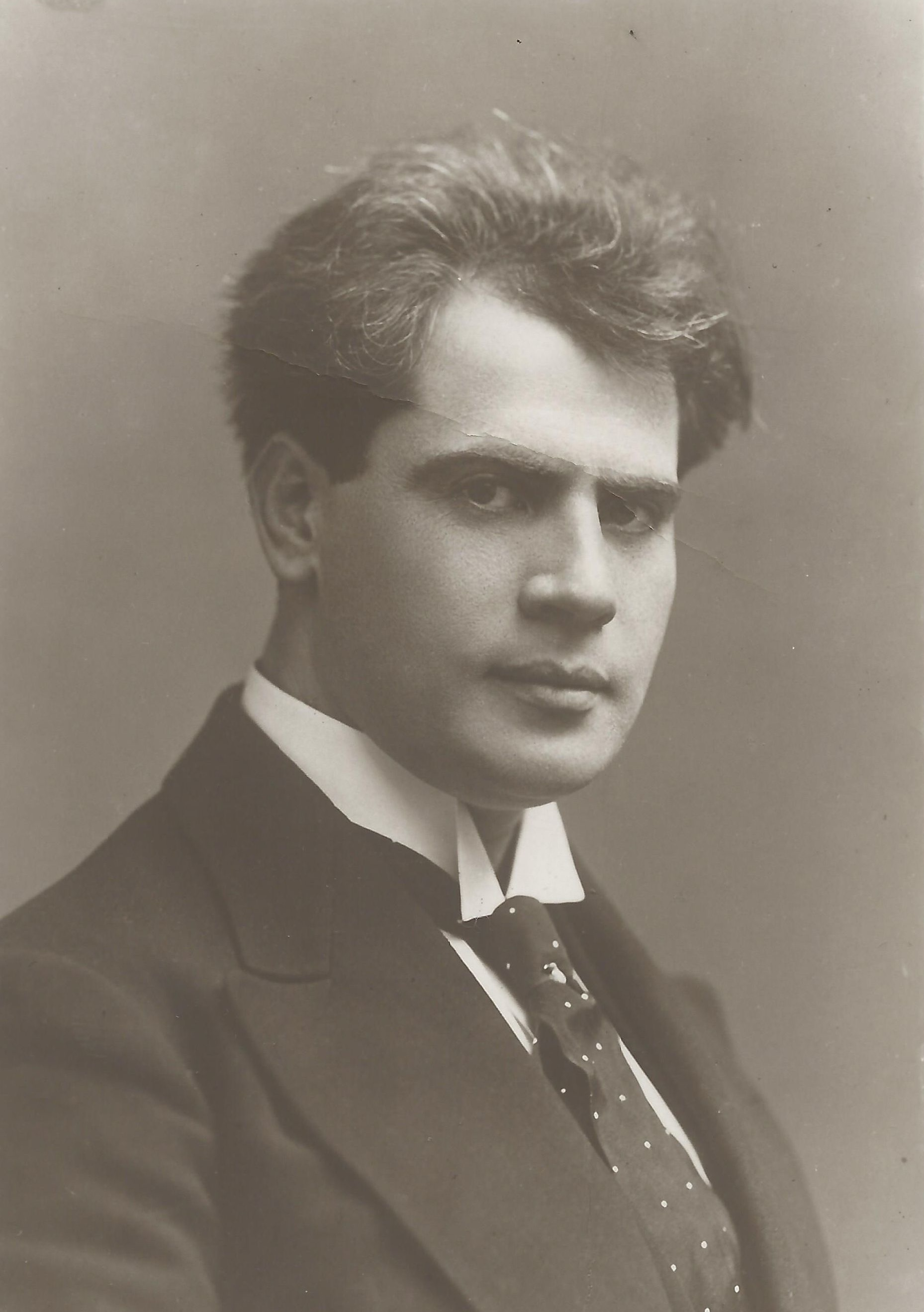
Joseph Schwarz (1912).

Schwarz hizo su debut profesional en la ópera en 1900 en Aida de Verdi en el Teatro Estatal de Linz. Luego regresó a Riga donde fue artista principal en el Rigaer Stadttheater (precursor de la Ópera Nacional de Letonia) durante dos temporadas. A esto le siguieron dos temporadas en la Ópera de Graz. Luego pasó un tiempo actuando con la Ópera Imperial Rusa en el Teatro Mariinski de San Petersburgo.
Después de dejar San Petersburgo, Schwarz regresó a Viena, donde fue barítono destacado en la Volksoper de Viena de 1906 a 1909. Se casó con Hannah Radon en 1907 y se divorció de ella en 1908. Luego trabajó como artista principal en la Ópera Estatal de Viena (VSO) de 1909 a 1915; debutando con la compañía como el Conte di Luna en El trovador de Verdi. Su repertorio en la VSO incluyó Le Comte de Nevers en Los hugonotes de Meyerbeer, que interpretó bajo la batuta de Gustav Mahler. Algunos de los otros papeles de su repertorio incluyeron a Germont en La traviata, Iago en Otelo, Scarpia en Tosca de Puccini, Tonio en Pagliacci de Leoncavallo, Wolfram en Tannhäuser de Wagner y el papel principal en Rigoletto.
En 1915 Schwarz dejó la VSO para convertirse en artista residente en la Ópera Estatal de Berlín, donde permaneció comprometido hasta 1921. En Berlín protagonizó los estrenos mundiales de Rappelkopf (1917) de Leo Blech y Notre Dame de Franz Schmidt (1918, como el archidiácono). También apareció como artista invitado en la Ópera de París y la Ópera Real de Suecia, y actuó en óperas en Milán bajo la dirección de Arturo Toscanini.
Schwarz dejó Alemania para ir a los Estados Unidos, donde fue artista principal primero en la Asociación de Ópera de Chicago y luego en su predecesora, la Ópera Cívica de Chicago de 1921 a 1925.

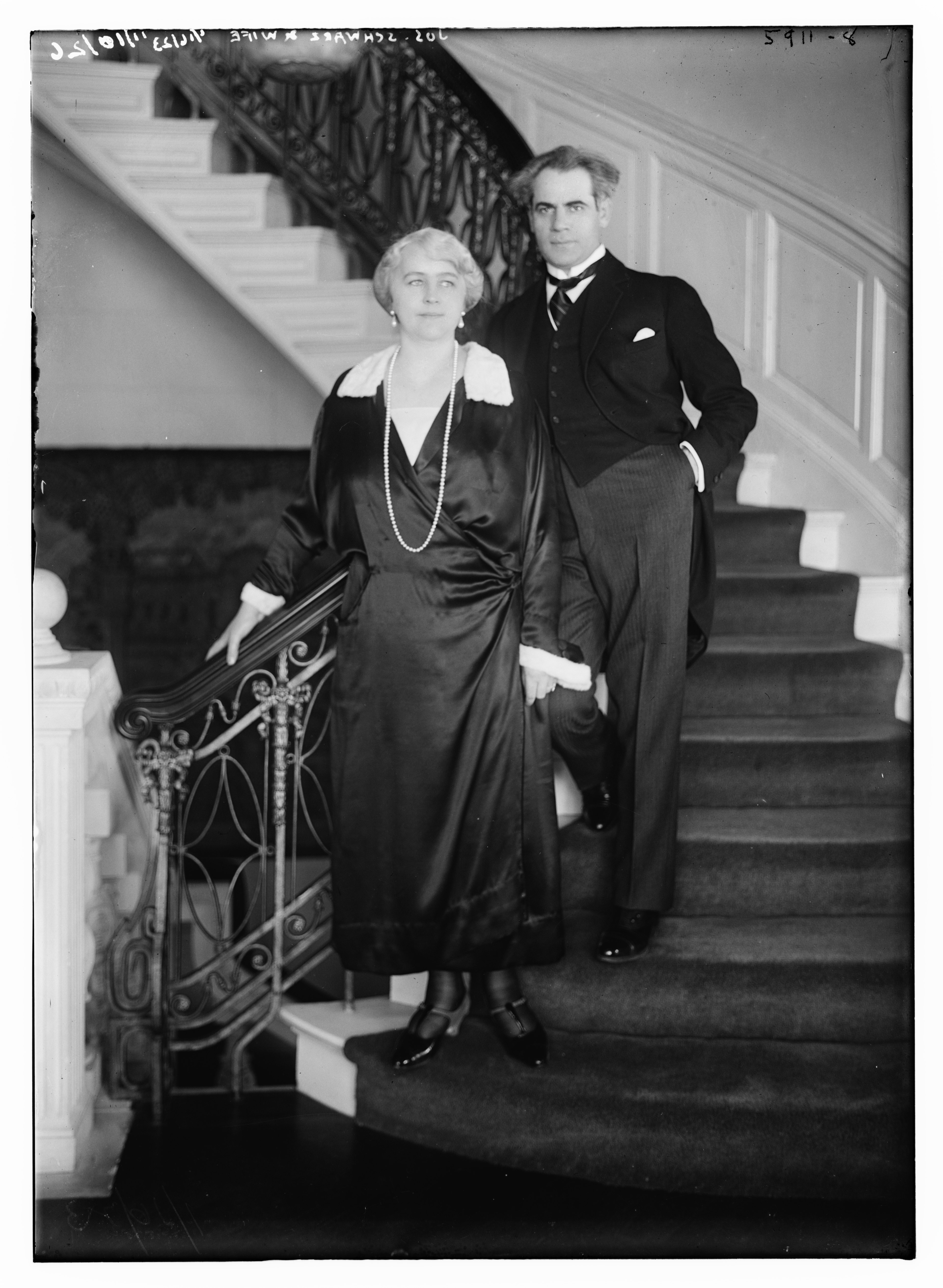
Schwarz con su esposa Clara Sielcken en 1923.

En 1922 se casó con Clara Sielcken en la ciudad de Nueva York; ella era una viuda nacida en Alemania que anteriormente había estado casada con el millonario «rey del café» Hermann Sielcken. Clara era hija del fabricante de azúcar Paul Isenberg. En 1924 interpretó el papel de Rigoletto en la Royal Opera House de Londres. En 1925 ofreció un recital en el Festival de Salzburgo. El 12 de enero de 1926, interpretó a Hou en el estreno estadounidense de Fay Yen Fah de Joseph Redding en la Ópera de San Francisco. Su última actuación fue en el papel de Rigoletto, que interpretó en Berlín poco antes de su muerte en 1926.
Schwarz luchó contra el alcoholismo en el final de su carrera y su voz comenzó a decaer mientras trabajaba en Chicago. Desarrolló un problema médico en los riñones que requirió cirugía en 1926. Murió durante esa cirugía en Berlín el 10 de noviembre de 1926.

## Grabaciones
Schwarz realizó varias grabaciones durante su carrera, la primera de las cuales fue publicada en 1906 por Zonophone. Realizó varias grabaciones de cilindros de fonógrafo en 1907 en Viena. En 1910-1911 realizó varias grabaciones publicadas por Pathé Records. También grabó discos con Parlophone en Viena en 1911 y en Berlín en 1913. De 1916 a 1919 realizó varias grabaciones con el sello Deutsche Grammophon. Se suponía que un disco navideño planeado para Vox Records se grabaría en 1926, el año de la muerte de Schwarz, pero nunca sucedió.